# Castell (Germania)
Castell è un comune tedesco di 862 abitanti, situato nel land della Baviera.

## Famiglia nobile tedesca
Conosciuti anche come "Schenken von Castell" sono originari della bassa Franconia (valle del Meno) e divengono presto signori e conti immediati dell'impero (XI secolo), estendendo i propri possedimenti sulle colline orientali del medio Meno, fin dal XV secolo. 
La famiglia conosciuta con un certo Robbrath de Castello (1057), acquista importanti posizioni in politica con i fratelli Ludwig e Rupert II che, conti dell'impero (1205), nel 1223 si dividono la contea con sovranità condominiale e più tardi tra i fratelli Albrecht II, Friedrich II e Heinrich I nel 1235. Nel 1254 la contea è divisa in due linee poi riunite nel 1347 dopo l'estinzione di quella anziana. 
Tra i membri noti c'è Wolfgang I (1482-1546) e Konrad II (-1577). Dal 1597 si dividono nei rami di Remlingen e di Rüdenhausen. I conti entrano nel collegio dei conti di Franconia nel 1773 con voto al Reichstag. Quando nel 1709 il conte Wolfgang Dietrich di Castell Castell (ramo distaccatosi da Remlingen) muore, la contea si divide nuovamente.
- - conti zu Castell in Remlingen: è costituita nel 1597 con Wolfgang II (1597-1631), figlio di Georg II di Castell e dal figlio Wolfgang Georg (-1668), da cui nel 1668 si distacca il ramo di Castell in Castell.

Gli succede, Friedrich Magnus (-1717), e poi il figlio di Wolfgang Dietrich di Castell, Karl Friedrich Gottlieb (1679-1743) e Christian Adolf Friedrich di Breitenburg (-1762) alla cui morte passa ai Castell Castell.
- - conti zu Castell in Castell: linea cadetta del 1668, da cui dopo Georg II si distacca, dal ramo principale di Remlingen con Wolfgang II (1558-1631). La linea si estingue con Wolfgang Theodoric (1668-1709) nel 1709, ed è ripartita di nuovo in condominio con August Franz Friedrich (1709-1767), Karl Friedrich Gottlieb di Remlingen (1709-1717), Wolfgang Georg II (1709-36) e Christian Friedrich Karl (1736-1773), quando il centro di Castell passa al ramo di Castell Castell nel 1772, composta da tre territori e 28 villaggi.

Albrecht Friedrich Karl (1773-1806) regna sulla contea di Castell in Castell e Remlingen in condominio con il ramo cadetto poi denominato di Neu Castell Rüdenhausen, fino al 1803, quando la contea è mediatizzata e passa alla Baviera. 
L'11 aprile 1810, Friedrich Ludwig Heinrich (-1875) è riconosciuto Graf und Herr zu Castell Castell e il fratello Christian Friedrich (-1850) Graf zu Castell Rüdenhausen.
- - conti zu Castell in Rüdenhausen: linea cadetta generata da Gottfried (1597-1635), erede di Georg II di Castell, che si estingue nel 1803 con Friedrich Ludwig Karl Christian (1749-febbraio 1803). Christian Friedrich (1773-1806), minore di età, regna in condominio con la linea di Castell Castell e Remlingen fino al 1803, divenendo poi dal 1803 la nuova linea di Castell Ruedenhausen, con l'estinzione della prima, alla morte di Friedrich Ludwig Karl Christian.
- - conti zu Castell in Breitenburg: linea rappresentata dal conte Christian Adolf Friedrich 1736-1762.

## Conti sovrani
- - Conti di Castell Castell
- Ruprecht II 1181-1334 e
- Ludwig -1230
- Albrecht II 1235-1254 e
- Friedrich II 1235-1251 con
- Heinrich 1235-1254 e
- Friedrich III -1254.

- - a) linea anziana:
- Heinrich II 1254-1307
- Rupert II -1334
- Heinrich III -1347.

- - b) linea cadetta:
- Albrecht II 1254-1258
- Hermann II -1285
- Hermann III -1331 con
- Friedrich IV -1349 e
- Ruprecht III -1334
- Hermann IV -1363 con
- Friedrich VI -1367 e
- Friedrich VII 1349-1379 e
- Johann I 1363-1384 e
- Wilhelm I 1363-1399
- Leonhard 1399-1417
- Leonhard II -1452 e
- Wilhelm II 1426-1479
- Friedrich IX -1498
- Friedrich X -1500 e
- Georg I 1498-1528 con
- Johann III 1498-1500) con
- Wolfgang I 1498-1546
- Conrad II 1546-1577 con
- Friedrich XI -1595 e
- Georg II -1597
- Wolfgang II -1631, e Remlingen
- Wolfgang Georg I -1668
- Wolfgang Dietrich -1709, di Castell
- August Franz Friedrich 1709-1767 con
- Karl Friedrich Gottlieb 1709-1717 di Castell Remlingen e
- Wolfgang Georg II 1709-1736
- Christian Friedrich Karl 1736-1773
- Albrecht Friedrich Karl 1773-1806 con
- Christian Friedrich 1773-1803, poi di Ruedenhausen
- Friedrich Ludwig Karl -1810
- Friedrich Ludwig Heinrich -1875...

- - Conte di Castell Breitenburg
- Christian Adolf Friedrich 1736-1762

- - Conti di Castell Remlingen
- Wilhelm
- Wolfgang II 1597-1631
- Wolfgang Georg I -1668
- Wolfgang Dietrich -1709
- Friedrich Magnus -1717
- Karl Friedrich Gottlieb 1717-1743 di Castell
- Christian Adolf Friedrich 1743-1762 di Breitenburg

- - Conti di Castell
- Ludwig Friedrich 1709-1772 con Christian Adolf Friedrich di Remlingen 1743-62
- Christian Friedrich Karl di Castell Castell 1772-1773

- Conti di Castell Rüdenhausen
- Gottfried 1597-1635
- Georg Friedrich -1653
- Philipp Gottfried -1681
- Johann Friedrich -1749
- Friedrich Ludwig Karl 1749-1803
- Christian Friedrich -1806 di Castell